# Euxoa vacillans
Euxoa vacillans är en fjärilsart som beskrevs av Herrich-Schäffer 1845. Euxoa vacillans ingår i släktet Euxoa och familjen nattflyn. Inga underarter finns listade i Catalogue of Life.